# Barranc de Campells I
Barranc de Campells I és un abric que conté pintures rupestres d'estil llevantí. Està situat en el terme municipal de Mequinensa (Aragó). Abric localitzat a mig vessant d'aquest barranc, en un dels afloraments rocosos i obert al Sud. A causa d'un procés natural de despreniment del suport, només s'ha conservat en un extrem del sostre de la petita cavitat, un figura pintada en vermell i en general molt bé conservada. Es tracta d'un antropomorf cruciforme.
L'abric està inclòs dins de la relació de coves i abrics amb manifestacions d'art rupestre considerats Béns d'Interès Cultural en virtut del que es disposa en la disposició addicional segona de la Llei 3/1999, de 10 de març, del Patrimoni Cultural Aragonès. Aquest llistat va ser publicat en el Butlletí Oficial d'Aragó del dia 27 de març de 2002. Forma part del conjunt de l'art rupestre de l'arc mediterrani de la península ibèrica, que va ser declarat Patrimoni de la Humanitat per la Unesco (ref. 874-651). També va ser declarat Bé d'Interès Cultural amb el codi RI-51-0009509.
Una de les hipòtesi que explica el significat d'aquesta pintura rupestre és la possessió d'aquest abric per part d'una persona o un col·lectiu. La pintura va ser estudiada per l'arqueòleg Ignacio Royo i el motiu pictòric és similar a altres oposats i descrits al nord del jaciment, ja a la població propera de la Granja d'Escarp.